# Папуанский цветоед
Папуанский цветоед (лат. Dicaeum pectorale) — вид певчих птиц семейства цветоедовых.

## Таксономия
В составе вида выделяют два подвида:
- D. p. pectorale (Müller, 1843) — номинативный подвид, обитает в Западном Папуа и северо-западной части Новой Гвинеи.
- D. p. ignotum (Mees[англ.], 1964) — встречается на острове Гебе[англ.]

Ранее рассматривался как один из возможных подвидов Dicaeum geelvinkianum или Dicaeum nitidum.
Ареал D. p. ignotum географически расположен между территориями обитания номинативного подвида и визуально похожего на него Dicaeum schistaceiceps, однако оперение подвида не занимает промежуточного положения между оперениями двух данных видов, ввиду чего виды рассматриваются как самостоятельные.
Латинское название вида происходит от слова лат. pectus — грудь.

## Описание

### Внешний вид
Длина тела составляет около 9 см, вес — от 7 до 7,8 г.
У самцов номинативного подвида голова, спина, верхняя часть крыльев и хвоста оливковые; надхвостье желтоватое. Щёки слегка сероватые. Горло белое, прямо под ним находится крупное алое пятно. Брюшко и живот серовато-оливковые, по их середине проходит желтоватая и сероватая полоса. Подхвостье светлое, почти белое.
Радужка глаз коричневая, клюв и ноги тёмно-коричневые или чёрные.
Самки отличаются от самцов отсутствием красного пятна и более выраженным желтым оттенком оперения подхвостья и центральной полосы на брюшке.
Молодые особи похожи на самок, но имеют более оливковый, менее серый низ тела.
У представителей подвида D. p. ignotum оперение на верхней части тела имеет более выраженный оливковый цвет. Подхвостье и полоса на брюшке серее, чем у номинативного подвида. Клюв и крылья несколько крупнее.

### Голос
Пение состоит из серии коротких пронзительных «ци-ци», «суи-су-суи ци-ци-ци-ци» и различных их вариаций, а также стрекочущих или жужжащих звуков, напоминающих насекомых.

## Распространение
Населяет территории Индонезии и Папуа — Новой Гвинеи. В своём ареале вид не является редким, однако популяция постепенно сокращается (точное количество особей не известно).
Обитает в пологах лесов и во вторичных зарослях. Держится на высоте до 1500 метров над уровнем моря, редко поднимается до 2350 м н.у.м.

## Биология
Питается фруктами, например, инжиром и, вероятно, плодами лорантовых растений. Помимо этого, охотится на пауков. Держится поодиночке или парами.